# Cincinnati Open 2021 - Qualificazioni singolare femminile
Le qualificazioni del singolare femminile del Cincinnati Open 2021 sono state un torneo di tennis preliminare per accedere alla fase finale della manifestazione. Le vincitrici dell'ultimo turno sono entrate di diritto nel tabellone principale. In caso di ritiro di una o più giocatrici aventi diritto a queste sono subentrati le lucky loser, ossia le giocatrici che hanno perso nell'ultimo turno ma che avevano una classifica più alta rispetto alle altre partecipanti che avevano comunque perso nel turno finale.

## Teste di serie
1. Viktorija Golubic (primo turno)
2. Zhang Shuai (qualificata)
3. Ljudmila Samsonova (qualificata)
4. Rebecca Peterson (ultimo turno, Lucky loser)
5. Kateřina Siniaková (ritirata)
6. Donna Vekić (ultimo turno)
7. Kristina Mladenovic (primo turno)
8. Tereza Martincová (primo turno)

1. Caroline Garcia (qualificata)
2. Anastasija Sevastova (primo turno, ritirata)
3. Heather Watson (qualificata)
4. Andrea Petković (ultimo turno)
5. Leylah Annie Fernandez (qualificata)
6. Hsieh Su-wei (qualificata)
7. Marie Bouzková (ultimo turno)
8. María Camila Osorio Serrano (primo turno)

## Qualificate
1. Caroline Garcia
2. Zhang Shuai
3. Ljudmila Samsonova
4. Heather Watson

1. Hsieh Su-wei
2. Jasmine Paolini
3. Aljaksandra Sasnovič
4. Leylah Annie Fernandez

### Lucky loser
1. Rebecca Peterson

## Tabellone

### Legenda
| - Q = Qualificato - WC = Wild card - LL = Lucky loser | - ALT = Alternate - SE = Special Exempt - PR = Protected Ranking | - w/o = Walkover - r = Ritirato - d = Squalificato |

### Sezione 1
|  | Primo turno | Primo turno       | Primo turno | Primo turno | Primo turno |  |  | Ultimo turno | Ultimo turno    | Ultimo turno | Ultimo turno | Ultimo turno |  |
|  |             |                   |             |             |             |  |  |              |                 |              |              |              |  |
|  | 1           | Viktorija Golubic | 2           | 6           | 0           |  |  |              |                 |              |              |              |  |
|  |             | Fiona Ferro       | 6           | 2           | 6           |  |  |              | Fiona Ferro     | 6            | 3            | 0            |  |
|  | WC          | Alycia Parks      | 3           | 6           | 3           |  |  | 9            | Caroline Garcia | 3            | 6            | 6            |  |
|  | 9           | Caroline Garcia   | 6           | 1           | 6           |  |  |              |                 |              |              |              |  |

### Sezione 2
|  | Primo turno | Primo turno       | Primo turno       | Primo turno | Primo turno |  |  | Ultimo turno | Ultimo turno   | Ultimo turno | Ultimo turno | Ultimo turno |  |
|  |             |                   |                   |             |             |  |  |              |                |              |              |              |  |
|  | 2           | Zhang Shuai       | Zhang Shuai       | 6           | 6           |  |  |              |                |              |              |              |  |
|  | PR          | Jaroslava Švedova | Jaroslava Švedova | 2           | 4           |  |  | 2            | Zhang Shuai    | 7            | 4            | 6            |  |
|  |             | Polona Hercog     | 6                 | 2           | 3           |  |  | 15           | Marie Bouzková | 5            | 6            | 0            |  |
|  | 15          | Marie Bouzková    | 4                 | 6           | 6           |  |  |              |                |              |              |              |  |

### Sezione 3
|  | Primo turno | Primo turno                 | Primo turno                 | Primo turno | Primo turno |  |  | Ultimo turno | Ultimo turno       | Ultimo turno       | Ultimo turno | Ultimo turno |  |
|  |             |                             |                             |             |             |  |  |              |                    |                    |              |              |  |
|  | 3           | Ljudmila Samsonova          | Ljudmila Samsonova          | 6           | 7           |  |  |              |                    |                    |              |              |  |
|  |             | Vera Zvonarëva              | Vera Zvonarëva              | 2           | 5           |  |  | 3            | Ljudmila Samsonova | Ljudmila Samsonova | 7            | 7            |  |
|  |             | Anna Blinkova               | Anna Blinkova               | 6           | 6           |  |  |              | Anna Blinkova      | Anna Blinkova      | 5            | 6(1)         |  |
|  | 16          | María Camila Osorio Serrano | María Camila Osorio Serrano | 3           | 0           |  |  |              |                    |                    |              |              |  |

### Sezione 4
|  | Primo turno | Primo turno      | Primo turno      | Primo turno | Primo turno |  |  | Ultimo turno | Ultimo turno     | Ultimo turno | Ultimo turno | Ultimo turno |  |
|  |             |                  |                  |             |             |  |  |              |                  |              |              |              |  |
|  | 4           | Rebecca Peterson | Rebecca Peterson | 7           | 6           |  |  |              |                  |              |              |              |  |
|  |             | Astra Sharma     | Astra Sharma     | 5           | 3           |  |  | 4            | Rebecca Peterson | 4            | 6            | 3            |  |
|  | WC          | Katie Volynets   | 7                | 2           | 2           |  |  | 11           | Heather Watson   | 6            | 4            | 6            |  |
|  | 11          | Heather Watson   | 5                | 6           | 6           |  |  |              |                  |              |              |              |  |

### Sezione 5
|  | Primo turno | Primo turno    | Primo turno    | Primo turno | Primo turno |  |  | Ultimo turno | Ultimo turno | Ultimo turno | Ultimo turno | Ultimo turno |  |
|  |             |                |                |             |             |  |  |              |              |              |              |              |  |
|  | Alt         | Kristie Ahn    | 6              | 2           | 2           |  |  |              |              |              |              |              |  |
|  |             | Lauren Davis   | 4              | 6           | 6           |  |  |              | Lauren Davis | Lauren Davis | 0            | 4            |  |
|  | WC          | Peyton Stearns | Peyton Stearns | 63          | 4           |  |  | 14           | Hsieh Su-wei | Hsieh Su-wei | 6            | 6            |  |
|  | 14          | Hsieh Su-wei   | Hsieh Su-wei   | 7           | 6           |  |  |              |              |              |              |              |  |

### Sezione 6
|  | Primo turno | Primo turno          | Primo turno          | Primo turno | Primo turno |  |  | Ultimo turno | Ultimo turno    | Ultimo turno    | Ultimo turno | Ultimo turno |  |
|  |             |                      |                      |             |             |  |  |              |                 |                 |              |              |  |
|  | 6           | Donna Vekić          | Donna Vekić          | 6           | 6           |  |  |              |                 |                 |              |              |  |
|  |             | Christina McHale     | Christina McHale     | 4           | 1           |  |  | 6            | Donna Vekić     | Donna Vekić     | 62           | 2            |  |
|  |             | Jasmine Paolini      | Jasmine Paolini      | 6           | 2           |  |  |              | Jasmine Paolini | Jasmine Paolini | 7            | 6            |  |
|  | 10          | Anastasija Sevastova | Anastasija Sevastova | 1           | 1r          |  |  |              |                 |                 |              |              |  |

### Sezione 7
|  | Primo turno | Primo turno          | Primo turno          | Primo turno | Primo turno |  |  | Ultimo turno | Ultimo turno         | Ultimo turno         | Ultimo turno | Ultimo turno |  |
|  |             |                      |                      |             |             |  |  |              |                      |                      |              |              |  |
|  | 7           | Kristina Mladenovic  | Kristina Mladenovic  | 4           | 5           |  |  |              |                      |                      |              |              |  |
|  |             | Aljaksandra Sasnovič | Aljaksandra Sasnovič | 6           | 7           |  |  |              | Aljaksandra Sasnovič | Aljaksandra Sasnovič | 7            | 6            |  |
|  | WC          | Emma Navarro         | Emma Navarro         | 63          | 4           |  |  | 12           | Andrea Petković      | Andrea Petković      | 5            | 2            |  |
|  | 12          | Andrea Petković      | Andrea Petković      | 7           | 6           |  |  |              |                      |                      |              |              |  |

### Sezione 8
|  | Primo turno | Primo turno            | Primo turno            | Primo turno | Primo turno |  |  | Ultimo turno | Ultimo turno           | Ultimo turno           | Ultimo turno | Ultimo turno |  |
|  |             |                        |                        |             |             |  |  |              |                        |                        |              |              |  |
|  | 8           | Tereza Martincová      | Tereza Martincová      | 3           | 5           |  |  |              |                        |                        |              |              |  |
|  |             | Elena-Gabriela Ruse    | Elena-Gabriela Ruse    | 6           | 7           |  |  |              | Elena-Gabriela Ruse    | Elena-Gabriela Ruse    | 2            | 0            |  |
|  |             | Irina-Camelia Begu     | Irina-Camelia Begu     | 3           | 3           |  |  | 13           | Leylah Annie Fernandez | Leylah Annie Fernandez | 6            | 6            |  |
|  | 13          | Leylah Annie Fernandez | Leylah Annie Fernandez | 6           | 6           |  |  |              |                        |                        |              |              |  |